# Bebryce sulfurea
Bebryce sulfurea is een zachte koraalsoort uit de familie Plexauridae. De koraalsoort komt uit het geslacht Bebryce. Bebryce sulfurea werd in 2000 voor het eerst wetenschappelijk beschreven door Grasshoff. 